# Софі Шмідт
Софі Шмідт   (англ. Sophie Schmidt, 28 червня 1988) — канадська футболістка, олімпійська медалістка.

## Виступи на Олімпіадах
| Олімпіада   | Дисципліна | Місце |
| ----------- | ---------- | ----- |
| Пекін 2008  | футбол     | 8     |
| Лондон 2012 | футбол     | 3     |